# Windsor Park
Windsor Park – stadion piłkarski w Belfaście (Irlandia Północna). Swoje mecze rozgrywa na nim klub Linfield Belfast, a także reprezentacja Irlandii Północnej. Teren pod nowy obiekt piłkarski wykupiono w 1904 roku, a już rok później rozegrano pierwsze spotkanie pomiędzy Linfieldem a Glentoranem. W dalszych latach obiekt przechodził kolejne modernizacje. Obecnie może pomieścić 18 500 widzów, z czego 14 000 to miejsca siedzące.